# Tora Carlsson
Edla Viktoria (Tora) Carlsson, född 27 maj 1895 i Göteborg, död 19 mars 1964 i Hedvig Eleonora församling i Stockholm, var en svensk skådespelerska. Hon tillhörde Hjalmar Selanders teatersällskap och spelade bland annat i pjäsen Stormyrtösen 1913. Hon var syster till skådespelerskan Elsa Carlsson.

## Filmografi
- 1916 – I minnenas band

## Teater

### Roller (ej komplett)
| År   | Roll                            | Produktion                                                              | Regi            | Teater        |
| ---- | ------------------------------- | ----------------------------------------------------------------------- | --------------- | ------------- |
| 1917 | Baronessan Helena Liechtenstein | Kejsarinnan Maria Théresia Leo Fall, Julius Brammer och Alfred Grünwald | Oskar Textorius | Oscarsteatern |
| 1917 | Juliska                         | Csardasfurstinnan Emmerich Kálmán, Leo Stein och Béla Jenbach           | Oskar Textorius | Oscarsteatern |